# Modern Life Is Rubbish (film)
Pour l’article homonyme, voir Modern Life Is Rubbish.
Pour plus de détails, voir Fiche technique et Distribution.
Modern Life Is Rubbish est film de Daniel Gill sorti en 2017.

## Synopsis
Réunis pour la première fois par leur amour commun pour la musique, dix ans plus tard, Liam et Natalie ont atteint le point de rupture. Liam, un musicien en difficulté, ne peut lâcher sa collection de vinyles et refuse de s'adapter à un monde de smartphones et de téléchargements instantanés. Natalie a abandonné son rêve de concevoir des couvertures d'albums et est devenue une étoile montante de sa firme de publicité. Alors qu'ils prennent la difficile décision de se séparer, ils commencent par diviser leur précieuse bibliothèque musicale, mais la bande-son qui définit leur relation continue de les ressaisir.

## Fiche technique
- Titre : Modern Life Is Rubbish
- Réalisation et scénario : Daniel Gill
- Langue originale : anglais
- Durée : 105 minutes
- Dates de sortie : 
  - Royaume-Uni : 22 juin 2017	(Festival international du film d'Édimbourg)
  - 12 avril 2018[Où ?]

## Distribution
- Josh Whitehouse (VF : Pascal Nowak) : Liam
- Freya Mavor (VF : Audrey Sourdive) : Natalie
- Tom Riley : Adrian
- Jessie Cave (VF : Zina Khakhoulia) : Kerry
- Will Merrick (VF : Adrien Larmande) : Olly
- Ian Hart
- Steven Mackintosh (VF : Fred Colas) : Lenny
- Daisy Bevan : Layla
- Sorcha Cusack : Mary
- Matt Milne : Gus

 Source et légende : version française (VF) sur RS Doublage